# Госкорпорация по ОрВД
Федеральное государственное унитарное предприятие «Государственная корпорация по организации воздушного движения в Российской Федерации» (ФГУП «Госкорпорация по ОрВД») — организация, предоставляющая аэронавигационное обслуживание в России. Создано постановлением Правительства Российской Федерации от 14 мая 1996 года № 583.
Является подведомственной организацией Федерального агентства воздушного транспорта (Росавиация) и предоставляет государственные услуги по аэронавигационному обслуживанию от его имени в соответствии с административным регламентом; до 2009 года деятельность предприятия курировалась Росаэронавигацией.
ФГУП «Госкорпорация по ОрВД» состоит в Координационном Совете (КС) «Евразия», в который входят восемь национальных провайдеров (исполнителей) аэронавигационных услуг пост-советских государств (Беларусь, Россия, Казахстан, Узбекистан, Таджикистан, Киргизия, Армения, Азербайджан). Подробнее о КС «Евразия» здесь > https://ovdrf.ru/page/207
Организация является учредителем Некоммерческого образовательного учреждения дополнительного профессионального образования «Институт аэронавигации» и Негосударственного пенсионного фонда «Авиаполис».

## Функции
ФГУП «Госкорпорация по ОрВД» создаёт и обслуживает аэронавигационную инфраструктуру на территории России, а также осуществляет хозяйственную деятельность (оказывает услуги) в сфере организации воздушного движения через свои структурные подразделения на которые возложены полномочия оперативных органов единой системы организации воздушного движения.
Зона ответственности провайдера простирается над площадью более 26 млн. км2 (над территорией России и нейтральными водами, где ответственность за организацию воздушного движения, возложена на Российскую Федерацию в соответствии с международными договорами), общая протяженность маршрутов обслуживания воздушного движения превышает 800 тыс. км. В среднем на управлении находятся около 1000 воздушных судов одновременно, а за год предприятие обслуживает более 1,6 млн. полётов воздушных судов российских и зарубежных авиакомпаний.

## Структура организации

### Структура персонала
Генеральный директор — Булин Андрей Александрович.
Общая численность работников предприятия составляет около 30 тыс. человек, из них:
| Авиационный персонал, осуществляющий управление воздушным движением                           | 8 тыс. человек       |
| Персонал, осуществляющий планирование и координирование использования воздушного пространства | 2 тыс. человек       |
| Производственные отделы центра аэронавигационной информации                                   | 209 человек          |
| Служба эксплуатации радиотехнического обеспечения полетов                                     | 10 тыс. человек      |
| Административный персонал                                                                     | более 9 тыс. человек |

### Организационная структура

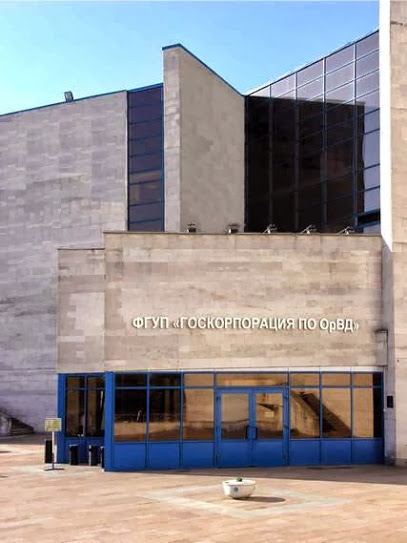
Генеральная дирекция в Москве, 2006 год

Головной офис предприятия (генеральная дирекция) находится в Москве.
В состав предприятия входят 19 филиалов:
- Аэроконтроль г. Жуковский — выполнение летных проверок наземного радиотехнического и светосигнального оборудования.
- Центр аэронавигационной информации (ЦАИ)[12] г. Москва
- Центр радиотехнического оборудования и связи гражданской авиации (ЦРОС ГА)[12] г. Москва
- территориально распределённые филиалы:
  - Аэронавигация Северо-Запада г. Санкт-Петербург
  - Московский центр автоматизированного управления воздушным движением (МЦ АУВД) г. Москва
  - Аэронавигация Юга г. Ростов-на-Дону
  - Крымаэронавигация г. Симферополь
  - Аэронавигация Центральной Волги г. Самара
  - Аэронавигация Урала г. Екатеринбург
  - Аэронавигация Севера Сибири г. Тюмень
  - Аэронавигация Западной Сибири г. Новосибирск
  - Аэронавигация Центральной Сибири г. Красноярск
  - Аэронавигация Восточной Сибири г. Иркутск
  - Аэронавигация Дальнего Востока г. Хабаровск
  - Аэронавигация Северо-Восточной Сибири г. Якутск
  - Аэронавигация Северо-Востока г. Магадан
  - Камчатаэронавигация г. Елизово

## Воздушный флот

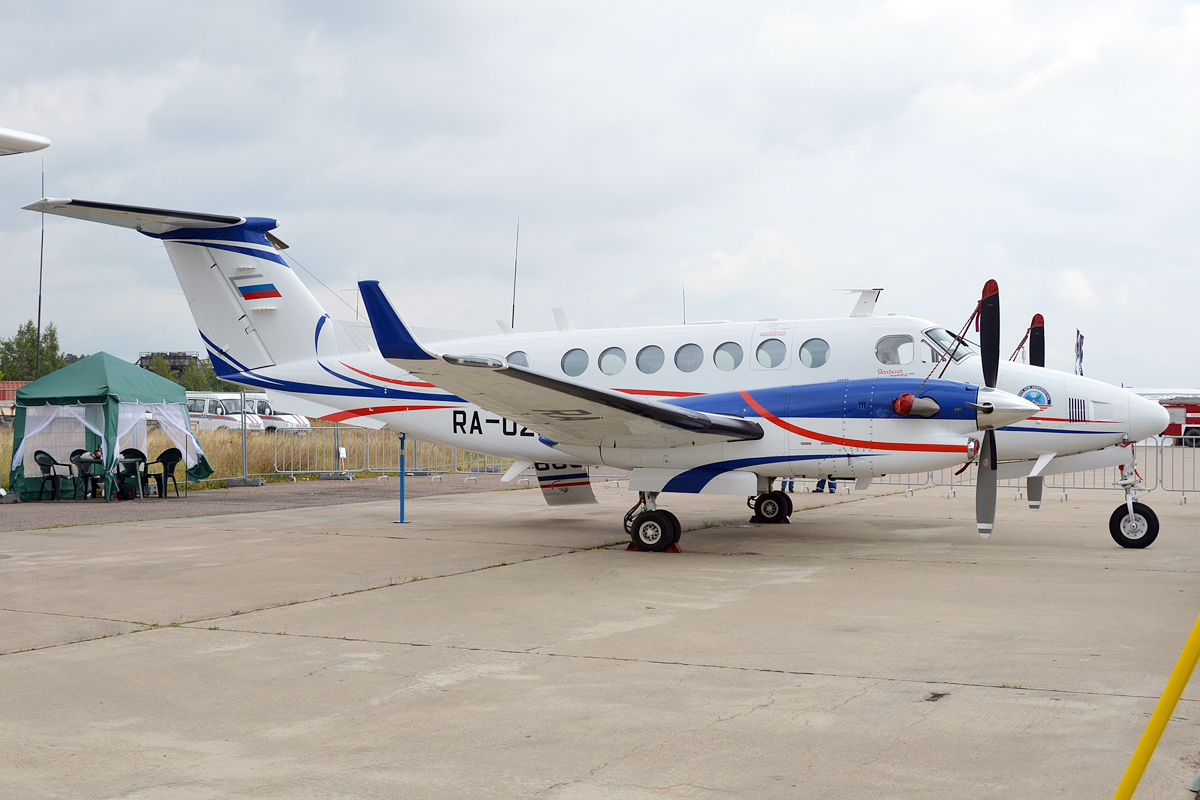
Beechcraft King Air 350i ER
RA-02800

В состав воздушного флота филиала «Аэроконтроль» входят 4 воздушных судна: 2 самолёта Beechcraft King Air 350i (В300), оборудованных автоматизированной системой летного контроля (АСЛК) AD AFIS и воздушное судно Piaggio P.180 Avanti, оборудованное АСЛК-2005, выполняют летные инспекции; самолет Beechcraft King Air 350i осуществляет воздушные съемки. Воздушные суда В300 и Р.180 также выполняют полеты на летную валидацию схем маневрирования в районах аэродромов.
ФГУП «Госкорпорация по ОрВД» имеет сертификат эксплуатанта для осуществления авиационных работ № АР-08-13-045 от 24 августа 2016 года.